# Artem Dzyuba
Artyom Sergeyevich Dzyuba (em russo, Артём Сергеевич Дзюба - Moscou, 22 de agosto de 1988) é um futebolista russo que atua como atacante. Atualmente joga no Akron Togliatti.

## Carreira
Dzyuba nasceu em Moscou, na então União Soviética, em 1988, filho de pai ucraniano e mãe russa. Ele frequentou a escola de futebol do Spartak Moscou e começou a jogar pelos reservas da equipe em 2005. Em 2006, ele jogou pela primeira vez no primeiro time do clube em uma partida da Copa da Rússia contra o FC Ural, substituindo Roman Pavlyuchenko no minuto 85. Na Premier League da Rússia em 2006, Dzyuba jogou pela primeira vez na 12ª rodada, contra o Saturn Moscow. Nesse jogo, ele também era reserva, mas entrou durante a partida.
Em 7 de agosto de 2009, o Tom Tomsk assinou o contrato por empréstimo até dezembro de 2009. Assim, de agosto a dezembro daquele ano, Dzyuba jogou no Tom Tomsk como jogador emprestado.
Na Premier League Russa de 2013-2014, Dzyuba foi emprestado para o FC Rostov e marcou 17 gols pelo clube na competição.
Em 2015, deixou o Spartak Moscou e foi contratado pelo Zenit. Em 2017, não teve bom momento no clube e foi para o banco de reservas. Tentando garantir uma vaga na seleção russa que disputaria a Copa do Mundo, Dzyuba acertou sua ida para o Arsenal de Tula, por empréstimo, em janeiro de 2018 para o restante da temporada. Em um jogo contra o Zenit, seu clube original, marcou um gol. Garantiu a convocação para a Copa.

### Seleção Nacional
Dzyuba fez parte da equipe sub-21 da Rússia que disputou a classificação para o Campeonato da Europa Sub-21 de 2011.
Ele fez sua estreia na seleção principal de futebol da Rússia em 11 de novembro de 2011, em um amistoso contra a Grécia. Ele foi pré-convocado para a equipe que disputaria a Eurocopa de 2012, mas acabou ficando de fora da convocação final. Dois anos depois, também não foi convocado para a Copa do Mundo de 2014, no Brasil.
Após a Copa do Mundo de 2014, no entanto, Dzyuba começou a ser convocado regularmente para as Eliminatórias da Eurocopa de 2016. Ele marcou seu primeiro gol pela Rússia contra o Liechtenstein, em 8 de setembro de 2014, e a partida terminou em goleada da Rússia por 4-0. Exatamente um ano depois, ele marcou quatro gols na vitória por 7-0 sobre o mesmo adversário, pelo returno. Ele terminou as Eliminatórias como artilheiro da Rússia, com 8 gols, e a Rússia se classificou para a Eurocopa de 2016.
Dzyuba foi convocado para a Eurocopa de 2016. Porém, no torneio, a Rússia teve um desempenho decepcionante e terminou eliminada na primeira fase. Após isto, ficou dois anos sem ser convocado novamente para a seleção. Em 2017, não teve boa fase no Zenit e acabou indo para o banco de reservas. Tentando garantir uma vaga na seleção que iria disputar a Copa do Mundo de 2018, na própria Rússia, Dzyuba acertou sua ida para o Arsenal de Tula, por empréstimo, em janeiro de 2018. Teve bom desempenho no Arsenal e com isso garantiu a convocação para o Mundial.
Na Copa do Mundo de 2018, disputada em casa, foi um destaques da Rússia. Na estreia contra a Arábia Saudita, começou na reserva, mas entrou e campo e marcou um gol pouco depois. No segundo jogo, contra o Egito, marcou outro gol na vitória por 3-1. Contra a Espanha, já nas Oitavas-de-Final, marcou de pênalti o gol do empate por 1-1 e a Rússia se classificou na disputa por pênaltis. Dzyuba terminou o torneio com três gols marcados. Desde a Copa de 2018, Dzyuba é convocado regularmente para a seleção russa.
Dzyuba foi convocado para a Eurocopa de 2020. Porém, no torneio, a Rússia teve um desempenho decepcionante e terminou eliminada na primeira fase. Em 21 de junho, ele jogou os 90 minutos do jogo final da Rússia contra a Dinamarca, marcando o único gol da Rússia em uma cobrança de pênalti. A Rússia perdeu por 4–1 e a foi eliminada da competição.  No entanto, com o gol contra a Dinamarca, ele igualou o recorde de Aleksandr Kerjakov de 30 gols como artilheiro de todos os tempos da seleção nacional.

## Títulos
Zenit
- Supercopa da Rússia: 2015, 2016 e 2020
- Copa da Rússia: 2015–16 e 2019–20
- Premier League Russa: 2018–19, 2019–20, 2020–21 e 2021–22